# Eduard Varrentrapp
Eduard Varrentrapp (* 6. März 1869 in Braunschweig; † 23. Dezember 1928 in Frankfurt am Main) war ein deutscher Konteradmiral.

## Leben

### Herkunft
Seine Eltern waren der Chemiker Franz Varrentrapp (1815–1877) und dessen zweite Ehefrau Dorothea, geborene Krüger (1832–1899). Der Historiker Conrad Varrentrapp war sein Halbbruder aus der ersten Ehe des Vaters.

### Militärkarriere
Varrentrapp trat nach seinem Volksschulbesuch 1887 in die Kaiserliche Marine ein und absolvierte die seemännische Grundausbildung vom 1. Oktober 1887 bis 27. März 1888 an der Marineschule. Dem schloss sich 1888 eine Spezialausbildung an. Nach einem längeren Bordeinsatz kehrte er 1890 an die Marineschule zurück und beendete die Grundausbildung am 30. September 1891. Nach dem Abschluss wurde er im gleichen Jahr bis 1893 zu verschiedenen Bordeinsätzen als Seeoffizier verwendet. Im Anschluss trat er am 1. März 1893 die Ausreise nach Sydney an, wo er als Wachoffizier auf dem Stationsschiff Bussard tätig war. Am 18. August 1895 kehrte er von dort mit dem Dampfer Darmstadt nach Deutschland zurück. Es folgten weitere Verwendungen, bis er am 23. September 1898 das Studium an der Marineakademie im I. Coetus begann. Gleich im darauffolgenden Jahr setzte er im II. Coetus fort und erhielt am 25. März 1900 seinen Abschluss.
Als Kapitänleutnant wurde Varrentrapp am 10. Oktober 1901 in das Nachrichtenbüro des Reichsmarineamtes nach Berlin versetzt. Sein Vorgesetzter war hier bis 1902 Kapitänleutnant und Historiker Erich Marcks (1861–1938). Hauptziel dieser Institution war es, in Umsetzung der erlassenen Flottengesetze und des Aufbaus der kaiserlichen Kriegsflotte, die Organisation einer intensiven Propagandaarbeit voranzubringen, um die bisherige Hauptblickrichtung der Politik und Öffentlichkeit vom Heer auf die Marine zu lenken. Jedoch befand sich mit der Inkraftsetzung des 2. Flottengesetzes am 1. Juli 1900 die Nachrichtenstelle (N) bereits über dem Höhepunkt ihres Wirkens seit der Gründung 1897. Die Personalstärke des Nachrichtenbüros war zum Zeitpunkt des Einsatzes von Varrentrapp bereits auf drei Offiziere und wenige Hilfskräfte abgesenkt. Die größten Aufwendungen wurden durch den hausinternen Lesedienst erforderlich. Das betraf die fortlaufende Sichtung von Publikationen aus 163 Zeitungs- und Zeitschriftenverlagen sowie anderer Nachrichtenbüros sowie die Analyse von marinerelevanten Themen daraus. Die Ergebnisse dieser Informationsrecherchen wurden in Form von marinebezogenen Kurznachrichten, Bulletins und Zusammenfassungen in schriftlicher Form an Zeitungsverlage, Journalisten, Pressestellen von Unternehmen und vereinzelt nur an Reichsministerien weitergegeben. Das war insofern schwer, da innerhalb der Ministerien die Hoheit für Pressemitteilungen unter den Behörden in dieser Zeit beim Auswärtigen Amt lag. Aber zur Zeit des Einsatzes von Varrentrapp war das Nachrichtenbüro auch dazu übergegangen eigene Publikationen, maritime Literatur und eine eigene Zeitschrift herauszugeben. Das war der Nauticus. Jahrbuch für Deutschlands Seeinteressen, der 1899 noch zaghaft und ab dem Jahrgang 1900 dann regelmäßig zusammengestellt, gedruckt und vertrieben wurde. Insgesamt versah er vier Jahre seinen Dienst im Nachrichtenbüro.
Daran schloss sich ab April 1905 für zwei Jahre eine Verwendung als Erster Offizier auf dem Linienschiff Brandenburg an. Das Schiff war nach einer längeren Liegezeit und aufwendiger Modernisierung ab April 1905 wieder in Verfügung der Marine. Kommandeur war ab diesem Zeitpunkt sein ehemaliger Vorgesetzter aus dem Nachrichtenbüro Kapitän zur See von Witzleben, der das Schiff bis September 1906 führte. Danach kehrte Varrentrapp am 1. April 1907 wieder ins Reichsmarineamt zurück. Hier tat er dann Dienst bis zum 6. September 1909 in der Sektion Mobilmachung. Für zwei Jahre war ab September 1909 Kommandant des Kleinen Kreuzers Dresden. Anschließend lehrte er an der Marineakademie und war vom 6. Juli 1914 über den Beginn des Ersten Weltkriegs hinaus bis zum 1. Januar 1916 Kommandant des Linienschiffes Wettin. Varrentrapp übernahm dann das Linienschiff Schleswig Holstein. Nachdem er das Kommando am 2. Mai 1917 abgegeben hatte, stand er für einige Monate zur Verfügung des Kommandos der Hochseestreitkräfte und wurde am 26. September 1917 für zwei Monate Kommandant des modernen Großlinienschiffes König Albert. Dann kurzzeitig zur Verfügung des Chef der Marinestation der Ostsee bzw. der Nordsee gestellt, wurde er am 20. Dezember 1917 zum Kommandanten der Befestigungen von Wilhelmshaven ernannt und in dieser Eigenschaft am 28. April 1918 zum Konteradmiral befördert. Am 30. Januar 1919 wurde Varrentrapp aus dem Militärdienst verabschiedet.
Am 23. Dezember 1928 verstarb Eduard Varrentrapp, kurz vor Vollendung seines 60. Geburtstages, in Frankfurt am Main.

### Familie
Varrentrapp heiratete am 22. Juni 1904 in Frankfurt Anna Mathilde Weydt (* 1879), eine Enkelin des Mediziners Georg Varrentrapp. Das Paar hatte wenigstens zwei Kinder:
- Philipp Adolf Eberhard (* 1905)
- Else Marie Hilde (* 1906)